# Argentinië op de Olympische Winterspelen 1984
Tijdens de Olympische Winterspelen van 1984 die in Sarajevo werden gehouden nam Argentinië deel met 18 sporters. Er werden geen medailles veroverd, de 17e plaats van het langlauf estafette team was de beste prestatie van de Argentijnse atleten tijdens deze Winterspelen.

## Deelnemers en resultaten

### Alpineskiën
| Olympiër                | Discipline       | Resultaat | Prestatie                                              |
| ----------------------- | ---------------- | --------- | ------------------------------------------------------ |
| Américo Astete          | afdaling (m)     | 54e       | 2.01,60 (+16,01)                                       |
| Américo Astete          | slalom (m)       | DNF-2     | run 1: run 2: opgave                                   |
| Jorge Birkner           | afdaling (m)     | 45e       | 1.54,92 (+9,33)                                        |
| Jorge Birkner           | reuzenslalom (m) | 46e       | run 1: 1.33,82 run 2: 1.34,18 totaal: 3.08,00 (+26,82) |
| Jorge Birkner           | slalom (m)       | 22e       | run 1: 1.00,85 run 2: 55,70 totaal: 1.56,55 (+17,14)   |
| Enrique De Ridder       | afdaling (m)     | 52e       | 1.59,76 (+14,17)                                       |
| Enrique De Ridder       | reuzenslalom (m) | 52e       | run 1: 1.38,49 run 2: 1.41,33 totaal: 3.19,82 (+38,64) |
| Fernando Enevoldsen     | reuzenslalom (m) | 47e       | run 1: 1.33,82 run 2: 1.34,45 totaal: 3.08,27 (+27,09) |
| Fernando Enevoldsen     | slalom (m)       | DSQ-1     | run 1: gediskwalificeerd                               |
| Nicolas Van Ditmar      | afdaling (m)     | 49e       | 1.58,86 (+13,27)                                       |
| Nicolas Van Ditmar      | reuzenslalom (m) | DNF-1     | run 1: opgave                                          |
| Nicolas Van Ditmar      | slalom (m)       | 24e       | run 1: 1.02,30 run 2: 58,18 totaal: 2.00,48 (+21,07)   |
|                         |                  |           |                                                        |
| Gabriela Angaut         | reuzenslalom (v) | 40e       | run 1: 1.19,63 run 2: 1.23,53 totaal: 2.43,16 (+22,18) |
| Gabriela Angaut         | slalom (v)       | DSQ-1     | run 1: gediskwalificeerd                               |
| Magdalena Birkner       | reuzenslalom (v) | 39e       | run 1: 1.17,64 run 2: 1.22,06 totaal: 2.39,70 (+18,72) |
| Magdalena Birkner       | slalom (v)       | 18e       | run 1: 56,36 run 2: 58,39 totaal: 1.54,75 (+18,28)     |
| Geraldina Bobbio        | reuzenslalom (v) | 41e       | run 1: 1.21,90 run 2: 1.25,61 totaal: 2.47,51 (+26,53) |
| Teresa Bustamante       | afdaling (v)     | 30e       | 1.21,62 (+8,26)                                        |
| Teresa Bustamante       | reuzenslalom (v) | 36e       | run 1: 1.15,33 run 2: 1.18,86 totaal: 2.34,19 (+13,21) |
| Teresa Bustamante       | slalom (v)       | DNF-1     | run 1: opgave                                          |
| Magdalena Saint Antonin | slalom (v)       | DNF-1     | run 1: opgave                                          |

### Biatlon
| Olympiër        | Discipline | Resultaat | Prestatie                                     |
| --------------- | ---------- | --------- | --------------------------------------------- |
| Oscar di Lovera | 10 km (m)  | 59e       | 40.25,7 (+9.31,9) pen.: 3 (2 / 1)             |
| Víctor Figueroa | 10 km (m)  | 61e       | 41.04,2 (+10.10,4) pen.: 5 (4 / 1)            |
| Víctor Figueroa | 20 km (m)  | 55e       | 1:34.02,3 (+22.09,6) pen.: 7 (2 / 2 / 2 / 1)  |
| Luis Ríos (2)   | 10 km (m)  | 60e       | 40.36,5 (+9.42,7) pen.: 4 (2 / 2)             |
| Luis Ríos (2)   | 20 km (m)  | 58e       | 1:42.17,9 (+30.25,2) pen.: 10 (2 / 2 / 4 / 2) |

### Langlaufen
| Olympiër                                                         | Discipline            | Resultaat | Prestatie                                                    |
| ---------------------------------------------------------------- | --------------------- | --------- | ------------------------------------------------------------ |
| Alejandro Baratta                                                | 30 km (m)             | 69e       | 2:09.33,1 (+40.36,8)                                         |
| Ricardo Holler                                                   | 15 km (m)             | 76e       | 54.34,6 (+13.09,0)                                           |
| Ricardo Holler                                                   | 30 km (m)             | 68e       | 2:02.00,4 (+33.04,1)                                         |
| Ricardo Holler                                                   | 50 km (m)             | 50e       | 3:05.41,2 (+49.45,4)                                         |
| Julio Moreschi                                                   | 15 km (m)             | 74e       | 52.19,1 (+10.53,5)                                           |
| Martín Pearson                                                   | 15 km (m)             | 77e       | 54.50,0 (+13.24,4)                                           |
| Norberto Baumann                                                 | 15 km (m)             | 73e       | 52.08,9 (+10.43,3)                                           |
| Julio Moreschi Norberto Baumann Ricardo Holler Alejandro Baratta | 4x10 km estafette (m) | 17e       | 2:27.07,1 (+32.00,8) (37.05,9 / 35.30,9 / 37.29,3 / 37.01,0) |

Andorra · Argentinië · Australië · België · Bolivia · Bondsrepubliek Duitsland · Britse Maagdeneilanden · Bulgarije · Canada · Chili · China · Chinees Taipei · Costa Rica · Cyprus · Duitse Democratische Republiek · Egypte · Finland · Frankrijk · Griekenland · Groot-Brittannië · Hongarije · IJsland · Italië · Japan · Joegoslavië · Libanon · Liechtenstein · Marokko · Mexico · Monaco · Mongolië · Nederland · Nieuw-Zeeland · Noord-Korea · Noorwegen · Oostenrijk · Polen · Puerto Rico · Roemenië · San Marino · Senegal · Sovjet-Unie · Spanje · Tsjecho-Slowakije · Turkije · Verenigde Staten · Zuid-Korea · Zweden · Zwitserland